# Conn McDunphy
Conn McDunphy (né le 3 février 1997 à Kilcock) est un coureur cycliste irlandais.

## Biographie
Conn McDunphy est originaire de Kilcock, une localité située à l'ouest de l'Irlande. Durant sa carrière, il participe à des compétitions sur route et sur piste. Il a aussi suivi des études d'ingénierie mécanique à l'Institut de technologie de Dublin, tout en poursuivant la compétition,.
En juin 2017, il rejoint l'équipe continentale britannique Raleigh-GAC. Il évolue ensuite au sein de la formation Holdsworth en 2018. Durant cette période, il brille principalement dans le calendrier national irlandais. Il décroche par ailleurs un titre de champion national dans la poursuite individuelle. 
En 2019, il intègre le CC Nogent-sur-Oise, un club français de division nationale 1. En 2020, il devient champion d'Irlande du contre-la-montre devant Nicolas Roche. Il obtient également diverses accessits chez les amateurs en France, comme une deuxième place à la Route bretonne.

## Palmarès sur route

### Par année
- 2017
  - Boyne GP
  - Tour of the Ards
  - 2e du championnat d'Irlande du contre-la-montre espoirs
- 2018
  - Champion du Leinster du contre-la-montre
  - 1re étape du Tour d'Ulster
  - Noel Hammond Memorial Trophy
  - Lucan GP
  - 2e du championnat d'Irlande du contre-la-montre espoirs
- 2019
  - Danny O’Shea Open 10 Mile Time Trial
- 2020
  -  Champion d'Irlande du contre-la-montre
  - 2e de la Route bretonne
  - 3e du Trio normand
- 2021
  - Leinster Hill Climb Championships
  - 2e du championnat de Nouvelle-Aquitaine du contre-la-montre
  - 3e du championnat d'Irlande sur route
- 2022
  - Danny O'Shea Memorial Time Trial
- 2023
  -  Champion d'Irlande de la montagne
  - National Road Series
  - Bobby Power Memorial
  - Shay Elliott Memorial Race
  - Meath Grand Prix
  - John Drumm Cup
  - Stephen Roche Grand Prix
  - Sliabh Luachra Clasaicí
  - Danny O'Shea Memorial Time Trial
- 2024
  - 1re étape de la Rás Mumhan (contre-la-montre par équipes)
  - 2e étape de la Rás Tailteann
  - 5e étape du Tour de Beauce
  - Stephen Roche Grand Prix
  - 2e étape du Tour de Szeklerland
  - 2e du Shay Elliott Memorial Race
  - 2e de la Rás Tailteann
- 2025
  - Rás Mhaigh Eo :
    - Classement général
    - 1re et 2e (contre-la-montre) étapes

  - 2e étape du Tour de Beauce

### Classements mondiaux
| Année                                 | 2017  | 2018  | 2019  | 2020 | 2021 | 2022  | 2023 | 2024  |
| ------------------------------------- | ----- | ----- | ----- | ---- | ---- | ----- | ---- | ----- |
| Classement mondial                    | 2103e | 1993e | 2768e | 584e | 778e | 2511e | nc   | 1031e |
| UCI Europe Tour                       | 1360e | 1331e | 1722e | 474e | 609e | 1535e | nc   | nc    |
|                                       |       |       |       |      |      |       |      |       |
| Légende : nc = non classéSource : UCI |       |       |       |      |      |       |      |       |

## Palmarès sur piste
- 2018
  -  Champion d'Irlande de poursuite
- 2019
  - 3e du championnat d'Irlande de poursuite
- 2021
  - 2e du championnat d'Irlande de poursuite
- 2023
  -  Champion d'Irlande de poursuite
  - 3e du championnat d'Irlande du scratch
- 2024
  -  Champion d'Irlande de poursuite
  - 2e du championnat d'Irlande du scratch
  - 3e du championnat d'Irlande de la course aux points